# (102) Míriam
102 Miriam és un asteroide força gran i molt fosc del cinturó principal. Va ser descobert per C. H. F. Peters el 22 d'agost de 1868 i es va anomenar en honor de Míriam, la germana de Moisès a l'Antic Testament.